# James Murdoch (journaliste écossais)
Pour les articles homonymes, voir Murdoch.
James Murdoch, né le 27 septembre 1856 à Stonehaven en Écosse et mort d'un cancer le 30 octobre 1921 à Baulkham Hills en Australie, est un journaliste et universitaire écossais, conseiller étranger au Japon pendant l'ère Meiji. De 1903 à 1917, il réalise la première histoire complète du Japon en anglais, A History of Japan, en trois volumes. Le troisième volume est publié à titre posthume en 1926.

## Biographie

### Enfance et formation
Murdoch est né à Stonehaven près d'Aberdeen en Écosse en 1856. Il montre dès l'enfance de brillants signes d'intelligence et, sa famille ne disposant que de moyens modestes, il obtient une bourse pour étudier à l'université d'Aberdeen où il passe une maîtrise. Il étudie par la suite au Worcester College à l'université d'Oxford, à l'université de Göttingen et à l'université de Paris. Murdoch étudie le sanskrit auprès de Theodor Benfey à l'université de Göttingen.
Considéré comme un génie pour les langues étrangères, il démissionne de son poste d'enseignant et décide d'émigrer en Australie à l'âge de 24 ans.

### Séjour en Australie
Murdoch enseigne au Queensland de 1881 à 1889 d'abord en tant que directeur de la nouvelle école de grammaire de Maryborough. Il devient impopulaire à cause de son athéisme et démissionne en mars 1885. Il travaille pendant les deux années suivantes comme maître assistant à l'école de grammaire de Brisbane. En 1886, il tente de passer l'examen du barreau mais échoue sur deux des huit sujets parce qu'il a commis l'erreur d'avoir voulu répondre à chaque question. Il quitte l'école de lui-même et devient journaliste au journal Boomerang, un papier nationaliste et radical. Dans une série d'articles, il prédit que dans moins d'une génération les colonies australiennes formeront une république indépendante qui deviendrait socialiste après une violente révolution populaire à moins que les conditions de vie des travailleurs ne s'améliorent.

### Séjour au Japon
Murdoch est engagé par le gouvernement japonais en tant que conseiller étranger et devient professeur d'histoire européenne de 1889 à 1893 à la première école supérieure, une institution prestigieuse pour les jeunes hommes entrant à l'université impériale de Tokyo.
En plus de son métier d'enseignant, il poursuit une activité littéraire prolifique. En juin 1890, il publie une longue poésie satirique, Don Juan's Grandson in Japan. En novembre, il lance une revue hebdomadaire, le Japan Echo, qui existe pendant juste six numéros. En 1892, il publie From Australia and Japan (un volume d'histoires courtes qui est divisé par la suite en trois parties) et un roman, Ayame-san. Ses histoires sont généralement des romans dans lesquelles les héros sont des paons académiques et sportifs avec des penchants pour le socialisme, et les femmes sont soit mercenaires et cruelles, soit elles aussi des paons académiques et d'une grande beauté. Il réalise également quelques textes explicatifs d'histoire pour des guides touristiques, et édite les mémoires de Hikozō Hamada, le premier Japonais à avoir été naturalisé citoyen américain.

### Séjour au Paraguay et à Londres
En septembre 1893, Murdoch quitte le Japon pour rejoindre une commune expérimentale communiste australienne au Paraguay. Mais le temps d'arriver sur place, un tiers des colons candidats a déjà plié bagage, et à la place du paradis socialiste qu'il a imaginé, il ne trouve que pauvreté, dissension et maladie. Il ne reste que quelques jours et, laissant son jeune fils de 12 ans en Amérique du Sud, il rejoint Londres en mauvaise santé.
Il passe les cinq mois suivants à récupérer et travaille au British Museum à traduire les lettres de religieux européens du XVIe siècle qui ont séjourné au Japon. Il retourne ensuite dans ce pays où il reste jusqu'en 1917.

### Retour au Japon
De 1894 à 1897, Murdoch enseigne l'anglais à la quatrième école supérieure à Kanazawa dans la préfecture d'Ishikawa. Le 23 novembre 1899, pendant qu'il enseigne l'histoire économique à l'école supérieure de commerce (actuelle université Hitotsubashi) à Tokyo, Murdoch épouse Takeko Okada. Son plus célèbre étudiant durant son second séjour au Japon est Sōseki Natsume.
En 1901, Murdoch est muté à la septième école supérieure à Kagoshima sur l'île de Kyūshū. Il n'a pas entièrement récupéré des maladies qu'il a contractées en Amérique du Sud et espère bénéficier des hivers doux de Kyūshū. L'ouvrage A History of Japan During the Century of Early Foreign Intercourse (1542-1651) apparait pour la première fois en 1903. Il traduit lui-même en anglais des sources écrites en latin, espagnol, français et néerlandais. Lafcadio Hearn loue l'ouvrage dans la section bibliographique de son livre Japan: An Attempt at Interpretation" (1904).
En 1908, le contrat de Murdoch d'enseignant étranger n'est pas renouvelé. Il décide néanmoins de rester à Kagoshima. Il contribue régulièrement au journal Kobe Chronicle et, pour compléter ses revenus, plante un verger de citrons. Bien qu'il ne parle pas couramment le japonais, il est devenu tellement compétent à l'écrit qu'il n'a pas besoin d'assistants. L'ouvrage A History of Japan From the Origins to the Arrival of the Portuguese in 1542 A.D. parait en 1910. En 1915, après la finition du troisième volume, The Tokugawa Epoch 1652–1868, les problèmes financiers de Murdoch l'obligent à revenir à l'enseignement, cette fois dans un lycée.

### Retour en Australie
En février 1917, cependant, Murdoch retourne en Australie et enseigne le japonais au collège militaire royal de Duntroon puis à l'université de Sydney où il fonde le programme d'études japonaises. L'année suivante, en réponse aux propositions de postes d'enseignant de l'université Waseda au Japon, l'université de Sydney le fait professeur à part entière. En échange d'une pension de 600 £ par an du ministère australien de la défense, l'université envoie chaque année Murdoch au Japon pour obtenir des informations sur l'évolution de l'opinion politique japonaise et sur la politique étrangère. La première visite donne lieu à un rapport critiquant l'intransigeance de l'Australie vis-à-vis du principe de l’égalité des races proposé par le Japon à la conférence de paix de Paris (1919). Deux ans plus tard, Murdoch est appelé à Melbourne pour donner son avis au premier ministre australien sur le renouvellement de l'alliance anglo-japonaise.
James Murdoch meurt d'un cancer à son domicile de Baulkham Hills le 30 octobre 1921. Il avait juste fini les recherches pour la réalisation d'un quatrième volume sur l'histoire du Japon mais n'avait pas commencé à l'écrire. Son fils (en Amérique du Sud) et sa femme (qui retourna au Japon) lui survécurent.

## A History of Japan
- During the Century of Early Foreign Intercourse (1542-1651), publié en 1903.
- From the Origins to the Arrival of the Portuguese in 1542 A.D., publié en 1910.
- The Tokugawa Epoch 1652-1868, publié en 1926.